# Романо, Фабрицио
Фабри́цио Рома́но (итал. Fabrizio Romano; род. 21 февраля 1993, Неаполь) — итальянский спортивный журналист и репортёр Sky Sport Italy. Считается одним из самых известных и надёжных источников в футбольных трансферах.

## Биография
Начал писать о футболе в 16 лет. Первую известность как спортивный журналист получил в 18 лет, когда первым сообщил о будущем нападающем «Барселоны» Мауро Икарди.
В 19 лет стал журналистом Sky Sport Italy и начал контактировать с агентами игроков и руководством клубов. Работал как репортёр The Guardian, CBS Sports.
Известен своей фразой «Here we go», которой он анонсирует трансфер футболиста. Интернет-портал 90min назвал его одним «из самых надёжных» футбольных инсайдеров в мире. Активно ведёт аккаунты в социальных сетях Twitter, Facebook и Instagram.

## Личная жизнь
Родился в Неаполе. Окончил Католический университет Святого Сердца в Милане. Болельщик футбольного клуба «Уотфорд». Полиглот, говорит на английском, испанском, итальянском и португальском языках.